# Lista das vias do distrito de Santana

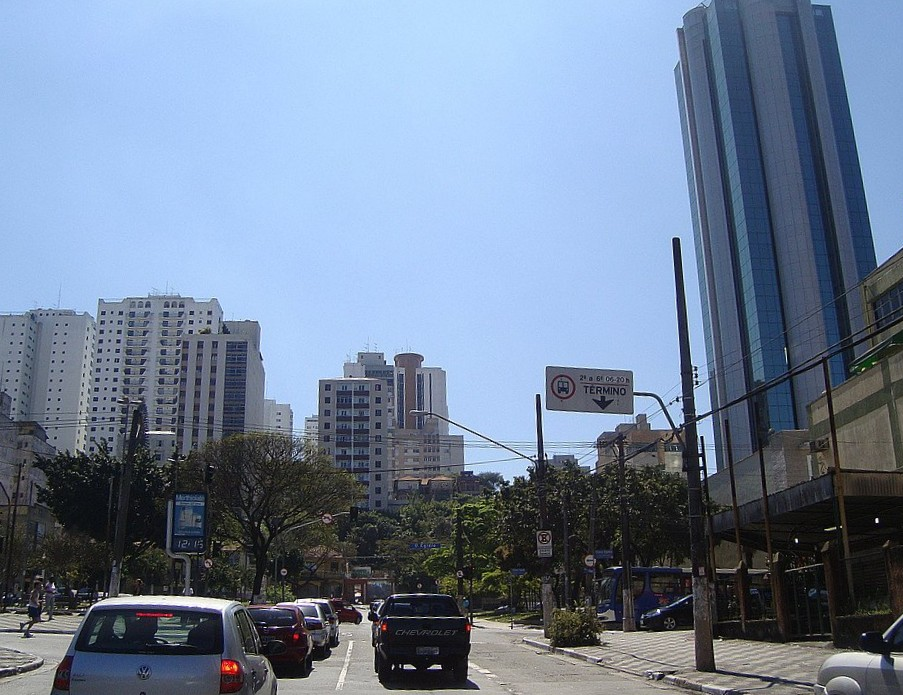
Avenida Cruzeiro do Sul

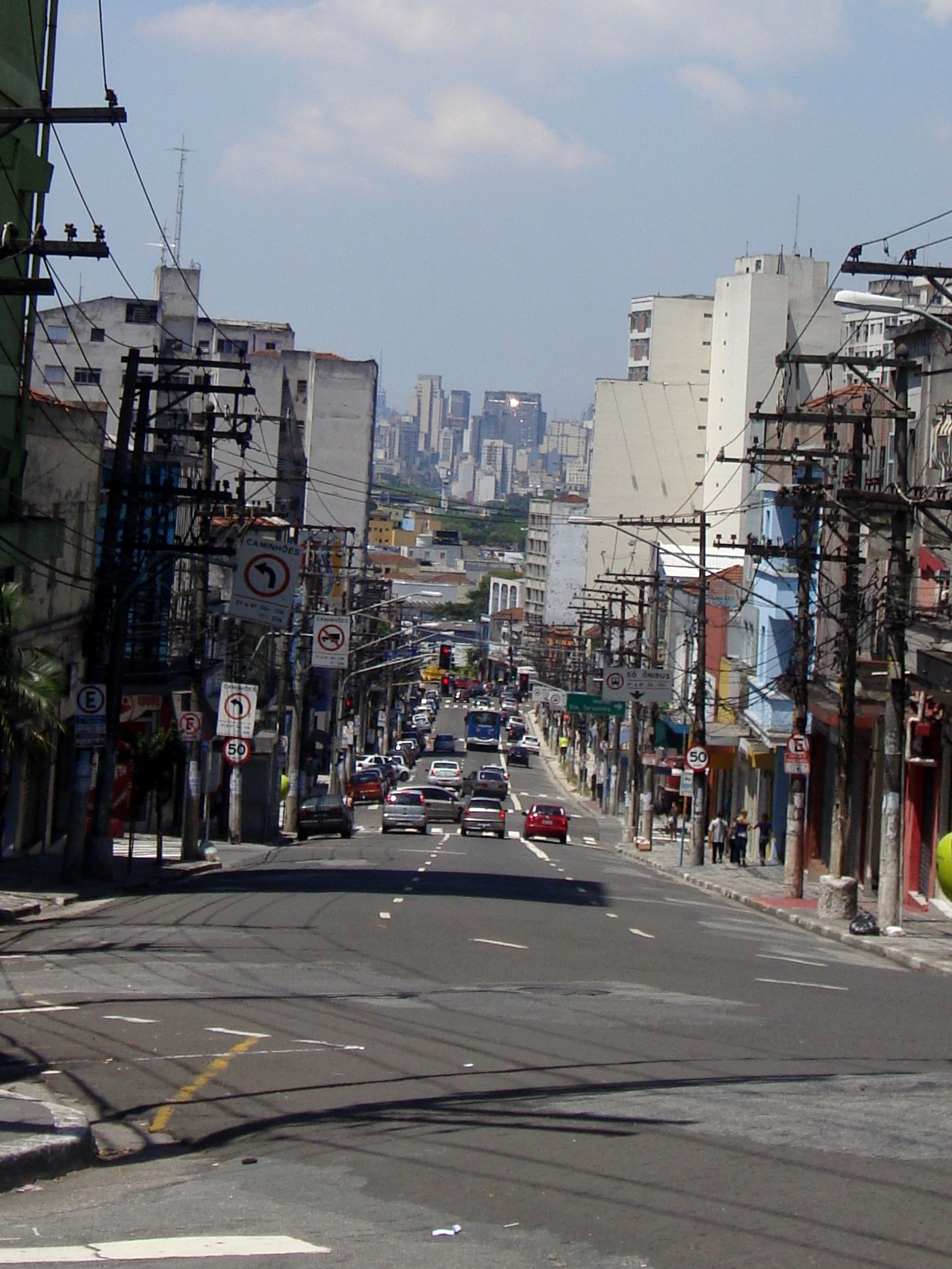
Rua Voluntários da Pátria

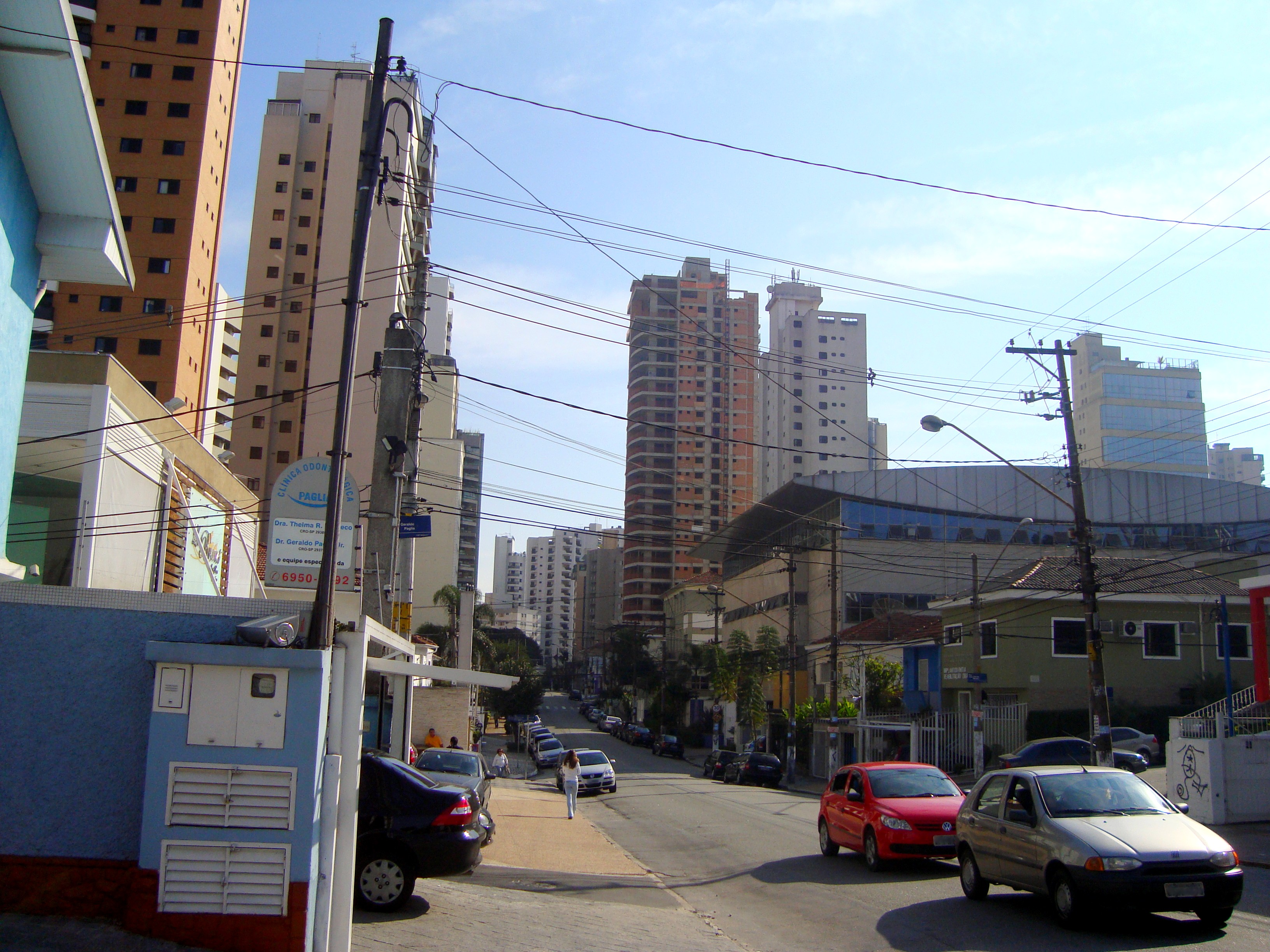
Rua Pedro Doll

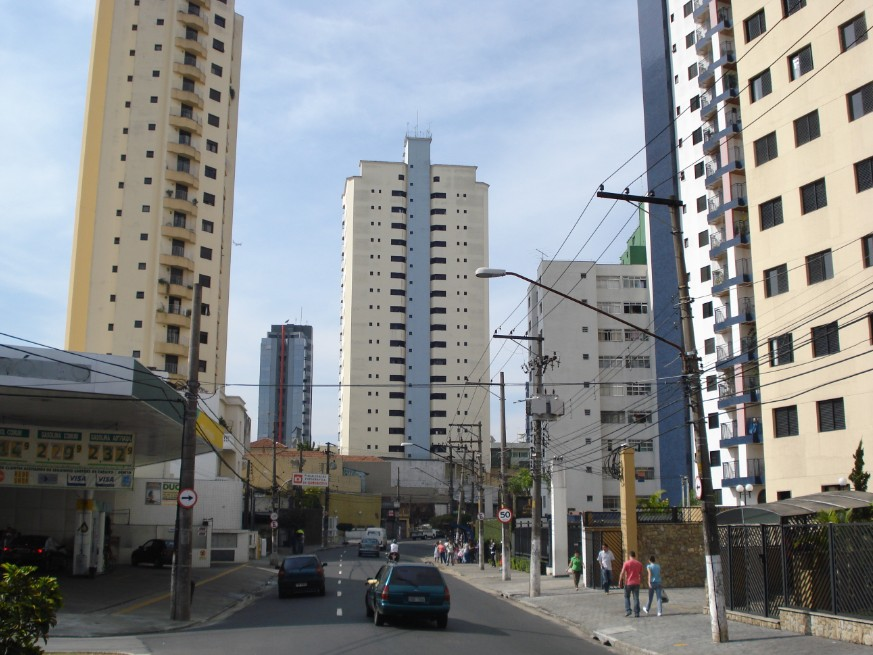
Avenida Nova Cantareira

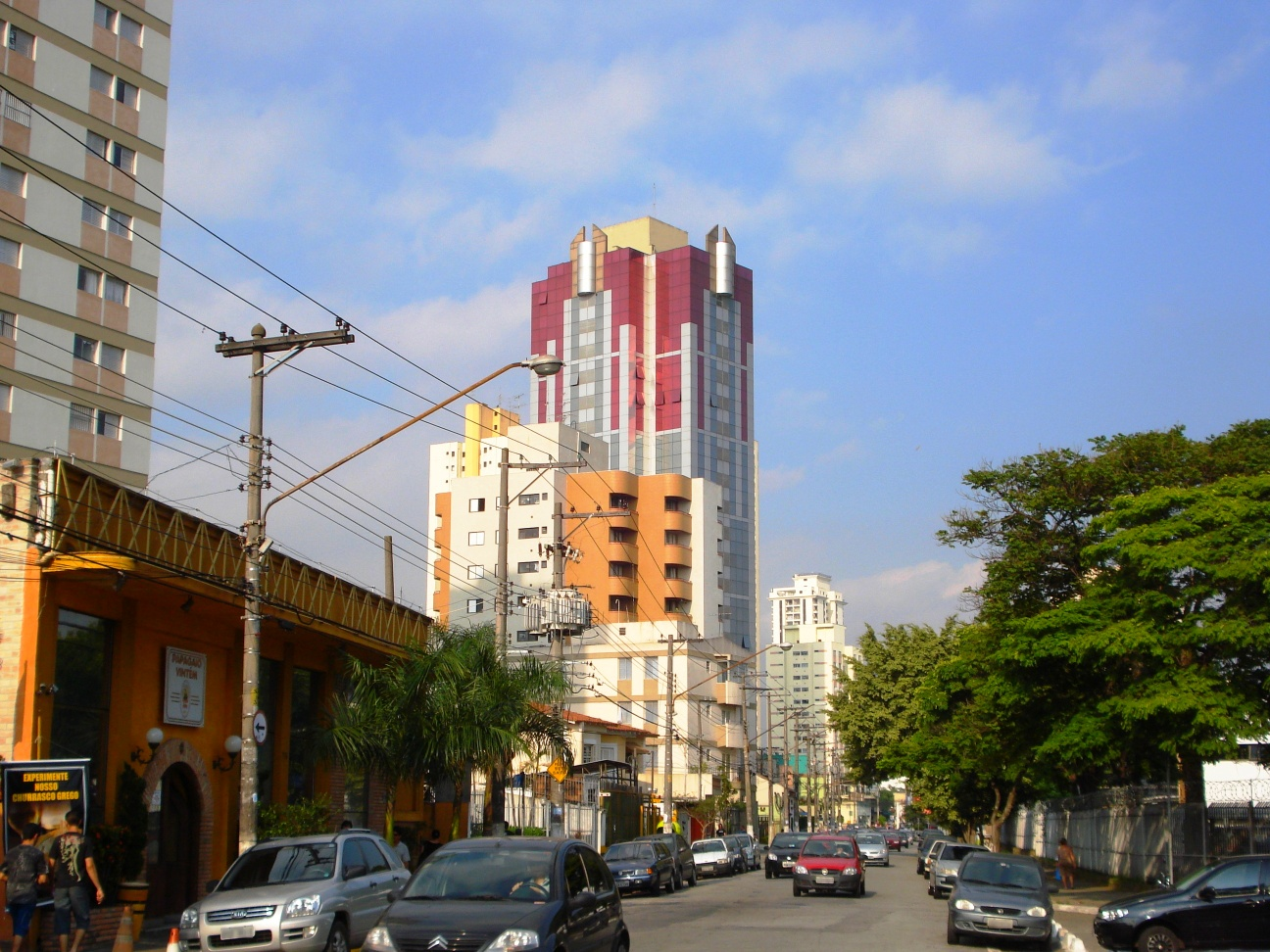
Rua Doutor César

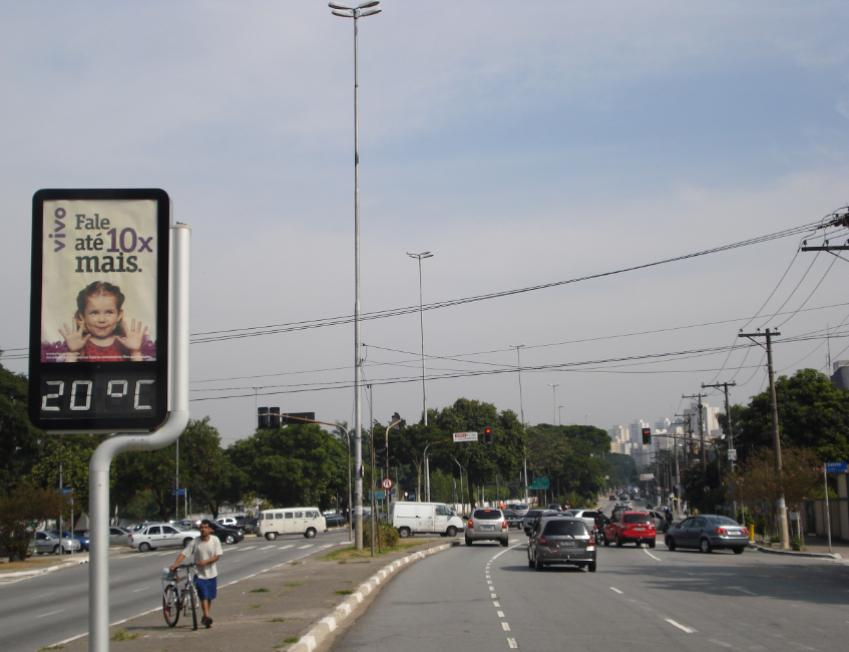
Avenida Braz Leme

Santana é um distrito que possui diversas vias importantes: Está localizado ao norte do rio Tietê, sendo que seu acesso é feito principalmente pelas pontes Cruzeiro do Sul, Bandeiras e Casa Verde.

## Avenidas
- Avenida Assis Chateaubriand (Marginal Tietê)
- Avenida Morvan Dias de Figueiredo (Marginal Tietê)
- Avenida Água Fria
- Avenida Águas de São Pedro
- Avenida Braz Leme
- Avenida Cruzeiro do Sul[2]
- Avenida General Ataliba Leonel
- Avenida Imirim
- Avenida Leôncio de Magalhães
- Avenida Luiz Dumont Villares (minimamente)
- Avenida Nova Cantareira
- Avenida Olavo Fontoura
- Avenida Santos Dumont
- Avenida Zaki Narchi

## Ruas
- Rua Alfredo Pujol[2]
- Rua Amaral Gama
- Rua Conselheiro Moreira de Barros
- Rua Conselheiro Saraiva
- Rua Doutor César[1]
- Rua Doutor Zuquim
- Rua Pedro Doll[3]
- Rua Voluntários da Pátria[4]